# Gelliodes fragilis
Gelliodes fragilis är en svampdjursart som beskrevs av Desqueyroux-Faúndez 1984. Gelliodes fragilis ingår i släktet Gelliodes och familjen Niphatidae.
Artens utbredningsområde är Nya Kaledonien. Inga underarter finns listade i Catalogue of Life.